# Pimpla brunnea
Pimpla brunnea är en stekelart som först beskrevs av Gupta och Hari Om Saxena 1987.  Pimpla brunnea ingår i släktet Pimpla och familjen brokparasitsteklar. Utöver nominatformen finns också underarten P. b. negros.